# Ermita de San Antonio Abad (Lucena del Cid)
La ermita de San Antonio Abad (Ermita de Sant Antoni en valenciano) de Lucena del Cid (Provincia de Castellón, España) está situada a la salida de la población en dirección Teruel. 
La construcción de este ermitorio data de 1785 y fue levantado en el solar de otro más antiguo, pues se conoce la existencia de la Cofradía de Sant Antoni de la Pedrenyera desde el siglo XIII, casi inmediatamente después de la reconquista de Jaime I de Aragón.
Se alza sobre un espolón rocoso que domina el Barranco de la Pedrenyera. Es una capilla de forma poligonal rematada por airosa cúpula de vidriadas tejas azul cobalto, a la que se accede por un atrio de arcos de medio punto rebajados. Su interior es sencillo como corresponde al santo asceta que lo preside.
Junto a ella, formando un ángulo obtuso que cierra el Oeste de la plazoleta que forman ambas construcciones, se encuentra un edificio, sin grandes pretensiones arquitectónicas, que fue hospital de sangre en la Primera Guerra Carlista. 
Durante las fiestas en honor de san Antonio celebradas en enero, en la ermita se cantan los gozos en honor al santo, y también se realiza una procesión desde la ermita hasta la Iglesia de Nuestra Señora de la Ascensión, así como otra procesión solemne en honor a san Antonio en la ermita. Cuando en agosto se celebran las fiestas de la calle San Antonio, también se realiza una procesión a la ermita.